# Oxinasphaera bispinosa
Oxinasphaera bispinosa là một loài chân đều trong họ Sphaeromatidae. Loài này được Baker mô tả khoa học năm 1910.